# オーギュスト・ローラン

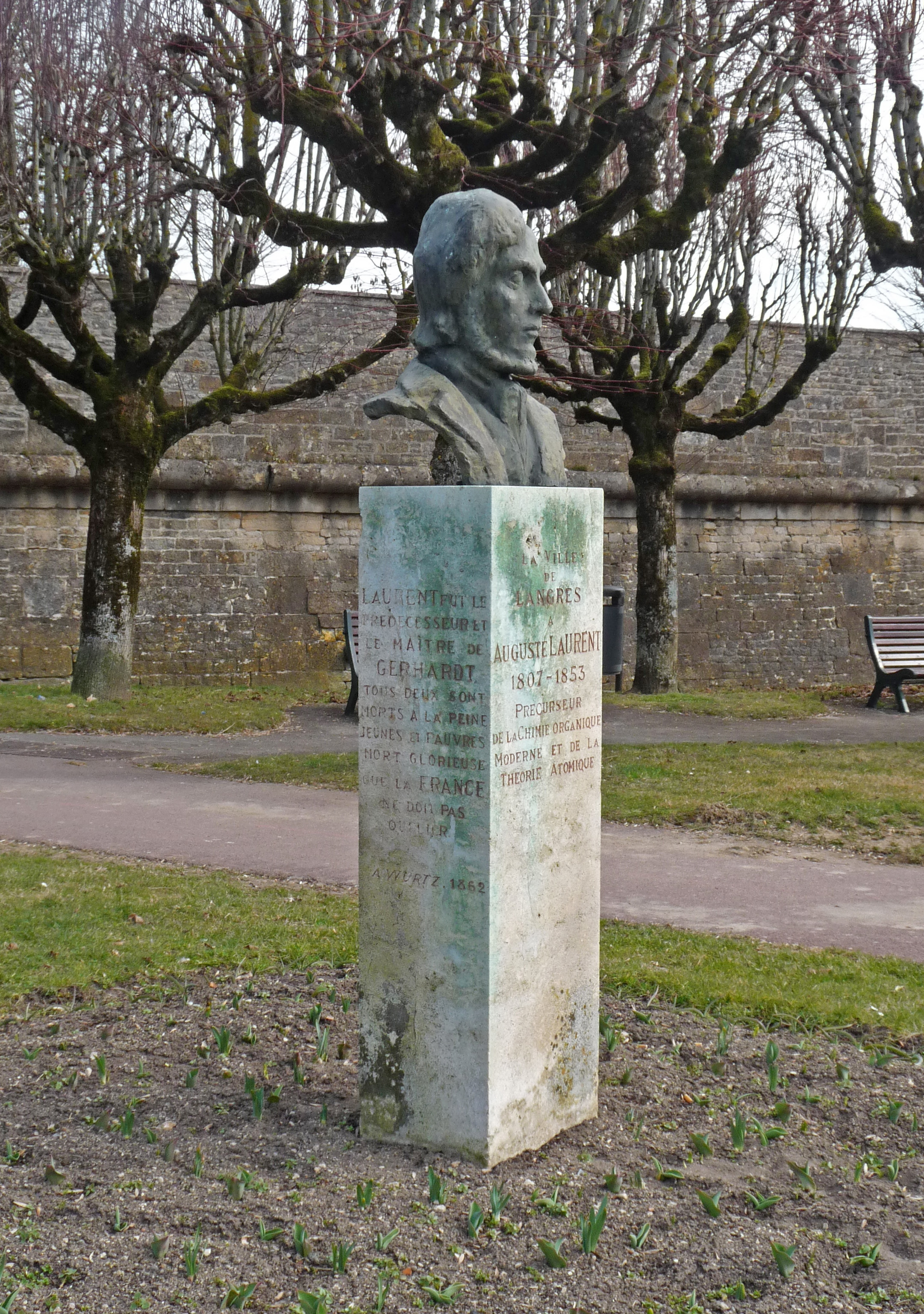
ラングルの城壁近くにあるローランの胸像

オーギュスト・ローラン（Auguste Laurent、1807年11月14日 - 1853年4月23日）は、19世紀のフランスの化学者。ラングルの近くのラ・フォリで生まれ、パリで死去した。イミドやガラクチトール、アントラセン、フタル酸を発見し、石炭酸を同定したことで知られる。
ジャン＝バティスト・デュマやシャルル・ジェラールの下で学んだ後、ローランは、有機化学反応においてどのように分子が結合するかを明らかにするために、分子中の原子の構造グループに基づいた有機化学における系統的命名法を考案した。さらに、電気化学的二元論では説明が困難であった置換反応を説明するために核の説を提唱したが、エテリン説を唱えるデュマの反発を買った結果、事実上フランスの化学界から排斥された上、結核に罹って夭折した。ローランの死後、核の説はレオポルト・グメリンやフリードリヒ・バイルシュタインらによって紹介され、広く支持を得るようになった結果、皮肉にもデュマ自身が採用せざるを得ない事態となった。

## 経歴
- パリ国立高等鉱業学校技官
- エコール・サントラル・パリ助手
- ボルドー理学部教授
- フランス科学アカデミー通信会員
- フランス学士院会員